# بنغاس أليف الجريان
بنغاس أليف الجريان (الاسم العلمي:Pangasius rheophilus ) هو نوع من الأسماك يتبع جنس البنغاس من فصيلة سلور القرش.